# Ramchandra Balaram Parab
Ramchandra Balaram Parab (Bombay, 1922 – Bombay, 1º agosto 2006) è stato un calciatore indiano, di ruolo attaccante.

## Caratteristiche tecniche
Era un attaccante dotato di un buon controllo di palla e di un buon dribbling; aveva un tiro preciso e potente, che in carriera gli ha consentito di segnare molte reti con dei tiri da fuori area.

## Carriera

### Club
Ha giocato per diversi anni nel campionato indiano.

### Nazionale
Ha partecipato con la nazionale indiana ai Giochi olimpici di Londra nel 1948, giocando nell'unica partita disputata dalla sua nazionale, persa per 2-1 contro la Francia il 31 luglio 1948; la partita in questione è anche stata la prima partita ufficiale di calcio disputata dalla nazionale indiana.